# Anictangium parasiticum
Anictangium parasiticum là một loài rêu trong họ Pottiaceae. Loài này được (Sw. ex Brid.) Brid. mô tả khoa học đầu tiên năm 1806.